# Riviera Ridge
Riviera Ridge är en bergstopp i Antarktis. Den ligger i Östantarktis. Nya Zeeland gör anspråk på området. Toppen på Riviera Ridge är 1 044 meter över havet.
Terrängen runt Riviera Ridge är kuperad åt nordost, men åt sydväst är den bergig. Terrängen runt Riviera Ridge sluttar norrut. Trakten är obefolkad. Det finns inga samhällen i närheten. 